# Agrostis media
Agrostis media là một loài cỏ thuộc họ Poaceae.
Loài này chỉ có ở Saint Helena.
Môi trường sống tự nhiên của chúng là vùng cây bụi cận Nam cực, đồng cỏ cận Nam cực, vùng nhiều đá, và vùng bờ biển nhiều đá.